# Říšský soud
Říšský soud (něm. Reichsgericht) byl zvláštní soudní institucí v rakousko-uherském Předlitavsku, která jako určitý předchůdce ústavního soudu řešila kompetenční konflikty, veřejnoprávní nároky vůči státu a také stížnosti občanů na porušení jejich politických práv (žaloby proti ministrům pro porušení ústavy řešil zvláštní Státní soudní dvůr). Počítala s ním již březnová ústava z roku 1849, ale skutečně byl zaveden až prosincovou ústavou v roce 1867, konkrétně základním zákonem č. 143/1867 ř. z. Jeho organizaci a řízení před ním pak upravil zákon č. 44/1869 ř. z. Působil až do roku 1919.
Do jeho pravomoci patřily kompetenční spory mezi správními úřady a soudy, stejně jako mezi obecnými soudy a soudy správními nebo mezi orgány státní správy a orgány samosprávy. Dále rozhodoval o veřejnoprávních pohledávkách korporací i fyzických osob vůči celému státu, příp. vůči jednotlivým zemím. Nakonec do jeho kompetence spadaly i stížnosti občanů na porušení jejich ústavně chráněných politických práv. Tato pravomoc však vyvolávala diskuze, protože po roce 1875 začal působit také Správní soudní dvůr, který mj. řešil stížnosti na porušení práv občanů ze strany správních orgánů. Kompetenční spory zde rozhodoval zvláštní senát složený ze čtyř členů Říšského soudu a čtyř členů Správního soudního dvora, kterému předsedal prezident Nejvyššího soudu a jehož hlas v případě rovnosti rozhodoval.
Soud sídlil ve Vídni a skládal se z prezidenta, viceprezidenta, dalších 12 soudců a čtyř náhradníků. Všechny jmenoval císař, prezidenta a viceprezidenta podle svého uvážení, další soudce však již z kandidátů Panské a Poslanecké sněmovny, přičemž každá ze sněmoven navrhovala po třech kandidátech na polovinu pozic. Soudci byli jmenováni doživotně, právnické vzdělání nebylo podmínkou, ačkoli zpravidla tomu tak bylo, a jejich funkce byla čestná (neplacená). Říšský soud zasedal obvykle čtvrtletně a proti jeho rozhodnutí už nebylo opravných prostředků.